# Maciej Grzeszczyk
Maciej Grzeszczyk znany również jako Kurdupel (ur. 13 lipca 1968, zm. 17 września 1996) – polski wokalista, członek zespołu punk rockowego Cela nr 3.
Krótko po powstaniu Celi nr 3 (wówczas jeszcze Zanik Pamięci) w 1985 dołączył do jej składu jako wokalista. Z zespołem dokonał nagrań w latach 1987–1990, a także uczestniczył w licznych koncertach, w tym występie na małej scenie Festiwalu w Jarocinie w 1987. Część nagrań zespołu z tego okresu została zwieńczona wydawnictwami fonograficznymi w tym Kwiaty i Lustro. W 1990 odszedł z zespołu wraz z dwoma innymi muzykami co doprowadziło do jego rozpadu. W 1995 powrócił do Grudziądza i wziął udział w reaktywacji zespołu jednak już w 1996 zmarł nagle. 
W 2004 nakładem wydawnictwa Pasażer ukazał się album Dedykacja dla Kurdupla zawierający archiwalne nagrania z lat 1986–1990 z udziałem Macieja Grzeszczyka. 